# Ermold el Negre
Ermold el Negre o Ermoldus Niger o Ermoldus Nigellus (Aquitània?, fl. 824–830) fou un intel·lectual i poeta que va viure a la cort de Pipí I d'Aquitània, fill de Lluís el Pietós, i l'acompanyà en una campanya a Bretanya el 824.

## Vida
Es coneix molt poc de la seva vida i sobretot a través del que diu en les seves obres. S'ha especulat que podria procedir d'Aquitània, però aquesta informació es deduiria de la seva obra, on mostra interès i coneixement per les ciutats d'Aquitània, no de fonts documentals. Formà part de la cort del rei Pipí I d'Aquitània; sembla que no era un guerrer sinó un intel·lectual, ja que ell mateix descriu com Pipí es riu de la manera com porta les armes en l'expedició a Bretanya, armes que, com diu ell, no han fet mai mal a ningú. El 824 prengué part en la campanya de Pipí a Bretanya, però poc després caigué en desgràcia, potser perquè se'l va culpar d'haver enemistat Pipí amb el seu pare, Lluís el Pietós. Va ser exiliat a Estrasburg on fou acollit pel bisbe Bernold. En aquestes circumstàncies produí la seva obra poètica per mirar de recuperar el favor de l'emperador. No se sap si tingué èxit o no, ja que el personatge no està documentat cap altre cop amb seguretat. Podria ser el mateix que un "Hermoldus" que signa en tres documents com a canceller del rei Pipí en els anys 30 del segle ix, però no és segur.

## Obra
L'obra d'Ermold és una obra de circumstàncies escrita per tal de recuperar el favor reial. Es conserva en dos manuscrits: en el Codex Vindobonensis 614 de l'Österreichischen Nationalbibliothek, del segle x (només el In honorem Hludowici), i en el Codex Harleianus 3685 del Museu Britànic, del segle xv (In honorem Hludowici i les Epístoles). La primera edició impresa és de Lodovico Antonio Muratori de 1726.

### Epistolae
En algun moment del seu exili, tot i que no és clar quina relació cronològica guarden amb el poema In honorem Hludowici, Ermold va escriure dues epístoles al rei Pipí: Carmen Nigelli Ermoldi exulis in honorem gloriosissimi Pippini regis (200 versos) i Ad eundem Pippinum (222 versos), en dístics elegíacs i en un estil que imita Ovidi.

### In honorem Hludowici
In honorem Hludowici christianissimi Caesaris Augusti Ermoldi Nigelli exulis elegiacum carmen (títol segons el ms. V) és un poema narratiu de 2649 versos on s'exalten les gestes de Lluís el Pietós. Els 35 primers versos, de dedicatòria, en hexàmetres, formen un doble acròstic (amb la primera i també darrera lletra de cada vers) que diu Ermoldus cecinit Hludoici Caesaris arma. La resta del poema, en dístics elegíacs, es divideix en quatre llibres que narren fets de Lluís entre 781 i 826. En el primer llibre es narra la conquesta de Barcelona i la fundació de l'Abadia de Conques. En el segon, la mort de Carlemany i la coronació de Lluís i les primeres decisions que pren. En el tercer, la guerra amb els bretons. I en el quart, l'evangelització i bateig dels danesos. Tot plegat, intercalat amb altres episodis narrats menys extensament.

## Interès de l'obra
Un dels aspectes interessants, des de la perspectiva catalana, del poema en honor de Lluís és que narra la conquesta de Barcelona per part dels carolingis (vv. 101-223 i 302-571). També és interessant observar el paper de Guillem, futur heroi de cançons de gesta, en l'episodi de la preparació de la conquesta i la conquesta en si.
També s'hi narra la construcció del Palau Imperial d'Ingelheim o s'hi descriu el costum de les batalles judicials (entre Bero i Sanilo, llibre IV) o altres aspectes com els vestits de l'època, etc.